# Séverin Moisse
Séverin Joseph Moisse (* 8. Juni 1895 in Chastre/Wallonien, Belgien; † 3. September 1961 in Montreal/Québec) war ein kanadischer Pianist, Komponist und Musikpädagoge.

## Leben und Wirken
Moisse studierte am Königlichen Konservatorium in Brüssel bei Arthur De Greef und Joseph Jongen und unterrichtete dann in Charleroi, Gembloux, Brüssel und Thuin. 1926 übersiedelte er nach Montreal und wurde 1931 kanadischer Staatsbürger.
Von 1930 bis 1941 war er Pianist des Montreal Orchestra. Er unterrichtete am McGill Conservatory und am Conservatoire de musique du Québec. Zu seinen Schülern zählten Maurice Dela, Marcel Laurencelle und George Little. Daneben trat er häufig in Rundfunkproduktionen auf, insbesondere in der Reihe Les Joyeux Troubadours der CBC (1941–45). 
Moisse komponierte überwiegend Klavierwerke und Lieder.

## Werke
- Variations on a Theme of Paganini für Klavier
- Étude in C Minor für Klavier
- Six Petites Études symétriques für Klavier
- Consolation für Gesang
- Sonata in C Minor für Violine und Klavier (Lucien Martin gewidmet)
- Variations sur un thème huron für Klavier